# هاينز شتاينمان
هاينز شتاينمان (بالألمانية: Heinz Steinmann)‏ هو لاعب كرة قدم ألماني في مركز الدفاع، ولد في 1 فبراير 1938 في إسن في ألمانيا. شارك مع منتخب ألمانيا لكرة القدم. أما مع النوادي، فقد لعب مع شفارز فيس إسين وفيردر بريمن ونادي ساربروكن.

## وصلات خارجية
- هاينز شتاينمان على موقع قاعدة بيانات كرة القدم.إي يو (الإنجليزية)
- هاينز شتاينمان على موقع بيانات كرة القدم. دي إي (الألمانية)
- هاينز شتاينمان على موقع ناشيونال فوتبول تيمز (الإنجليزية)
- هاينز شتاينمان على موقع عالم كرة القدم.نت (الإنجليزية)